# Волтер Д'Ондт
Волтер Д'Ондт (англ. Walter D'Hondt, 11 вересня 1936) — канадський академічний веслувальник.
Олімпійський чемпіон 1956 року в складі розпашної четвірки без стернового, срібний призер 1960 року в складі вісімки.
Переможець Ігор Співдружності 1958 року в складі вісімки, срібний призер 1958 року в складі розпашної четвірки зі стерновим.